# Центральный научно-исследовательский институт «Курс»
Центральный научно-исследовательский институт «Курс» является головной научно-исследовательской организацией судостроительной отрасли по проблемам системного проектирования корабельного РЭВ, в том числе обеспечения ЭМС РЭС кораблей, бортового оборудования ЛА корабельного базирования и ракетного оружия.
С 2004 года входит в Концерн «Моринформсистема-Агат».
С 2020 года входит в "Корпорацию морского приборостроения".

## История
ЦНИИ «Курс» образован в июне 1979 года по распоряжению Совета Министров СССР в качестве головной организации судостроительной промышленности по корабельному вооружению и судовому радиоэлектронному оборудованию.
В 2004 году в соответствие с Указом Президента Российской Федерации от 3 февраля 2004 года № 134 институт вошёл в состав Концерна «Моринформсистема-Агат».
С сентября 2005 года в состав ФГУП «ЦНИИ «Курс» вошло ОАО «НИИ «Ритм».

## Научная деятельность
По состоянию на 2011 год в институте работали 4 доктора наук, 18 кандидатов наук, 7 специалистов обучались в аспирантуре.
Только в 2011 году сотрудниками института было опубликовано в различных изданиях более 40 печатных работ, издано 3 монографии.
Институтом накоплен большой опыт проведения комплексных исследований в интересах военного кораблестроения и гражданского судостроения, создан научно – технический задел по разработке сложных программно-аппаратных комплексов.
Институт работает над созданием хладагента, способного давать сверхнизкие температуры (минус 155 градусов), при этом, технология дешевле иностранных разработок примерно на 15-20%.

## Издательская деятельность
С середины 80-х годов по 1991 год институт издавал сборник научных трудов в серии изданий «Судостроительная промышленность»
С 2012 года институтом издаётся научно-технического журнал «Проблемы развития корабельного вооружения и судового радиоэлектронного оборудования» (ISSN: 2308-8281).
С 2019 года журнал переименован в "Морское оборудование и технологии".

## Руководство
- Сыромятников Борис Сергеевич. Директор ЦНИИ «Курс» с 1979 по 1989 годы.
- Бородин Юрий Петрович. Директор ЦНИИ «Курс» с 1989 по 2004 годы.
- Клячко Лев Михайлович. Генеральный директор АО «ЦНИИ „Курс“» с 2004 по 2015 годы.
- Ханычев Виталий Викторович, к.т.н. Генеральный директор АО «ЦНИИ „Курс“» с 2016 года по н.в.

## Награды
В 2012 году институт стал победителем конкурса Минпромторга «Организация оборонно-промышленного комплекса высокой социально-экономической эффективности» по итогам работы в номинации «Научная организация оборонно-промышленного комплекса в сфере деятельности Минпромторга России высокой социально-экономической эффективности».

## Санкции
21 февраля 2024 года институт включён в санкционный список Канады против организаций связанных с военно-промышленным комплексом. Ранее, 12 мая 2023 года, институт попал в санкционный список Украины..
12 июня 2024 года институт попал в блокирующий санкционный список США против сектора оборонной промышленности, так как он «разрабатывает корабельное радиоэлектронное вооружение и бортовое оборудование для авиационного и ракетного вооружения корабельного базирования».